# Unser Lied für Israel
A 2019-es Unser Lied egy német zenei verseny, melynek keretén belül az eurovíziós szakértők, a közönség és a nemzetközi zsűri kiválasztja, hogy ki képviselje Németországot a 2019-es Eurovíziós Dalfesztiválon, Tel-Avivban. A 2019-es Unser Lied lesz a tizedik német nemzeti döntő.
Az élő műsorsorozatba ezúttal is hét dal versenyez az Eurovíziós Dalfesztiválra való kijutásért. A sorozat ismét egyfordulós lesz; csak egy döntőt rendeznek, 2019. február 22-én, ahol az eurovíziós szakértők, a közönség és a nemzetközi zsűrik döntenek a végeredményt illetően.
A verseny győztese S!sters lett, akik a Sister (magyarul: Lánytestvér) című dalával képviselik az országot Tel-Avivban.

## Helyszín
Immáron másodjára rendezi az ország fővárosa, Berlin a versenyt, valamint másodjára ad otthont a Studio Adlershof a versenynek. Legutoljára tavaly rendezte ugyanez a helyszín a versenyt, amikor Michael Schulte nyerte a versenyt You Let Me Walk Alone című dalával. Michael végül 4. helyen végzett Lisszabonban, amely Németország 2010-es győzelmük óta a legjobb elért eredménynek számít.

## Műsorvezetők
A 2019-es műsor házigazdái Barbara Schöneberger és Linda Zervakis lesznek. Mindketten vezették már a nemzeti döntőt korábbi években. Barbara 2014 és 2017 között (2014-ben és 2015-ben közösen Janin Reinhardt-al), Linda pedig tavaly (Eltonnal közösen) vezette az adást. Barbara ismerős lehet az Eurovízióról is, hiszen 2015 óta ő közli a német pontokat.

## A résztvevők
Az NDR 2018. november 8-án jelentette be az élő műsorba jutottak névsorát, melyen hat előadót tartalmazott. 2019. január 8-án hivatalossá vált, hogy újabb előadóval bővül a lista, amely a Sisters-t takarta.
| Előadó             | Dal                      | Nyelv | Szerző(k)                                                                       |
| ------------------ | ------------------------ | ----- | ------------------------------------------------------------------------------- |
| Aly Ryan           | Wear Your Love           | angol | Aly Ryan, Michelle Leonard, Thomas Stengaard, Tamara Olorga                     |
| BB Thomaz          | Demons                   | angol | BB Thomaz, Andrew Tyler, Ricardo Bettiol, Tim Schou                             |
| Gregor Hägele      | Let Me Go                | angol | Gregor Hägele, Jonas Shandel, David Jürgens, Tamara Olorga                      |
| Lilly Among Clouds | Surprise                 | angol | Elisabeth Brüchner, Udo Rinklin                                                 |
| Linus Bruhn        | Our City                 | angol | Linus Bruhn, Dave Roth, Pat Benzner, Serhat Sakin, Simon Reichardt, Gianna Roth |
| Makeda             | The Day I Loved You Most | angol | Makeda, Tim Uhlenbrock, Kelvin Jones, Kristine Bogan                            |
| S!sters            | Sister                   | angol | Laurell Barker, Marine Kaltenbacher, Tom Oehler, Thomas Stengaard               |

## Döntő
A döntőt február 22-én rendezi a NRD hét előadó részvételével Berlinben, a Studio Adlershofban. A végeredményt az eurovíziós szakértők, a nézők és a nemzetközi zsűri szavazatai alakítják ki. Az előadók mellett extra produkcióként Andreas Bourani, Lena, Michael Schulte, Revolverheld és Udo Lindenberg lépnek fel.
| # | Előadó             | Dal                      | Eurovíziós szakértők | Eurovíziós szakértők | Nemzetközi zsűri | Nemzetközi zsűri | Nézők | Nézők | Összesen | Helyezés |
| - | ------------------ | ------------------------ | -------------------- | -------------------- | ---------------- | ---------------- | ----- | ----- | -------- | -------- |
| 1 | Gregor Hägele      | Let Me Go                |                      | 5                    | 100              | 4                |       | 5     | 14       | 6.       |
| 2 | Aly Ryan           | Wear Your Love           |                      | 12                   | 125              | 6                |       | 7     | 25       | 4.       |
| 3 | Makeda             | The Day I Loved You Most |                      | 10                   | 186              | 10               |       | 6     | 26       | 2.       |
| 4 | BB Thomaz          | Demons                   |                      | 4                    | 117              | 5                |       | 4     | 13       | 7.       |
| 5 | Lilly Among Clouds | Surprise                 |                      | 8                    | 158              | 7                |       | 10    | 25       | 3.       |
| 6 | Linus Bruhn        | Our City                 |                      | 7                    | 167              | 8                |       | 8     | 23       | 5.       |
| 7 | S!sters            | Sister                   |                      | 6                    | 187              | 12               |       | 12    | 30       | 1        |

### Külső hivatkozások
- A német eurovíziós hírportál